# Derby dello Stretto
Il derby dello Stretto è una partita di calcio del Mezzogiorno d'Italia che si disputa tra le due principali società calcistiche italiane di Messina e di Reggio Calabria, ossia il Messina e la Reggina.

## Storia

L'A.C. Messina nel 1928-1929

Nel corso degli anni venti erano molte le società calcistiche messinesi e reggine che si sfidavano in occasione di tornei, amichevoli e non.

Uno dei primi derby della storia dello Stretto di Messina, disputato tra due squadre che nel corso degli anni successivi sarebbero effettivamente diventate parti integranti della storia di Messina e Reggina, fu probabilmente quello dell'aprile 1924. L'incontro era valido per il girone calabro-siculo di Seconda Divisione 1923-1924 e venne disputato tra Unione Sportiva Peloro e Reggio Foot Ball Club. La partita si giocò all'"Enzo Geraci" di Messina e finì 2-1 per i siciliani. Il 14 aprile 1924 vi fu la seconda sfida, giocata alla "Lanterna Rossa" di Reggio Calabria, che terminò 3-2 per i calabresi.

Una formazione della Reggina nel 1929-1930

Nel corso degli anni trenta e quaranta il derby dello Stretto fu giocato esclusivamente nei campionati di terzo livello, oltre ad un incontro in Coppa Italia 1938-1939. La prima sfida in Serie B è datata 17 ottobre 1965 (Serie B 1965-1966) e termina con un pareggio. Nel corso degli anni sessanta furono disputati 6 incontri in Serie B e uno in Coppa Italia. Gli anni settanta furono caratterizzati da 6 partite in Coppa Italia Serie C ed altrettante nel campionato di Serie C.
A cavallo della fine degli anni ottanta e dei primi anni novanta il derby ritornò ad essere disputato in Serie B.
Il primo incontro in Serie A è datato 31 ottobre 2004 (Serie A 2004-2005): vinse il Messina, 2-1. L'ultimo derby dello Stretto disputato nella massima serie è stato giocato il 18 aprile 2007, che, originariamente previsto il 4 febbraio, era stato successivamente rinviato a seguito degli scontri di Catania all'occasione del derby di Sicilia tra Catania e Palermo (altre rivali) e che valse come sfida salvezza nel 2006-2007: la Reggina, che fu penalizzata dopo l’epilogo del processo di Calciopoli, al termine della stagione regolare si salvò e rimase in Serie A, vincendo 3-1, il Messina invece retrocesse in Serie B. L'annata precedente, il 30 aprile 2006, la Reggina e il Messina si giocarono la permanenza per l'anno 2005-2006 e anche in quell'occasione vinsero gli amaranto, per 3-0, rimanendo nella massima categoria e condannando i peloritani alla retrocessione, poiché, in seguito a tale sconfitta, il Messina si era trovato a -6 punti dal concorrente Siena, con gli scontri diretti a sfavore, a due giornate dal termine del campionato. Tuttavia, questa fu successivamente annullata, sempre per le vicende dello scandalo del calcio italiano del 2006: per i giallorossi infatti, al termine di quella partita, divenne aritmetica la discesa nel campionato cadetto, con il 18º piazzamento finale, ma, a seguito del declassamento d'ufficio della Juventus nella seconda serie nazionale, con l'ultimo posto in classifica, il Messina, miglior retrocesso, raggiunse il 17º posto che gli valse la riammissione.
Le sorti delle due compagini si incrociano nuovamente nella stagione calcistica 2014-2015, nel neonato campionato di Lega Pro (già Serie C); i peloritani hanno la meglio in campionato, ma durante i play out, per rimanere tra i campionati professionistici e non retrocedere nei dilettanti, il Messina perde 1-0 sia all'andata al Granillo di Reggio Calabria che al ritorno in casa al San Filippo, venendo, per l'ennesima volta, retrocessi dalla rivale storica. Tuttavia, la squadra siciliana viene poi riammessa in Lega Pro 2015-2016 in seguito all'inchiesta calcioscommesse, in virtù della retrocessione a tavolino all'ultimo posto della Vigor Lamezia e del miglior piazzamento in graduatoria nella zona play-out per non retrocedere (come nel caso simile avvenuto con la Juventus nel 2006). Infine fu la Reggina a finire in Serie D, declassata a causa di un successivo fallimento societario.
Gli ultimi incontri in campionato risalgono alla stagione 2016/2017 in Lega Pro, in cui le due squadre vinsero una partita per parte (la Reggina 2-0 in Calabria ed il Messina 2-0 in Sicilia).

## Incontri ufficiali
| Nº | Data              | Competizione                     | Incontro                 | Risultato | Marcatori Messina                                    | Marcatori Reggina                | Nº |
| -- | ----------------- | -------------------------------- | ------------------------ | --------- | ---------------------------------------------------- | -------------------------------- | -- |
| 1  | 12 aprile 1924    | Seconda Divisione 1923-1924      | Peloro - Reggio F.C.     | 2-1       | ?                                                    | ?                                | 1  |
| 2  | 14 aprile 1924    | Seconda Divisione 1923-1924      | Reggio F.C. - Peloro     | 3-2       | ?                                                    | ?                                | 2  |
| 3  | 23 gennaio 1927   | Seconda Divisione 1926-1927      | Reggio F.C. - Messinese  | 0-2       |                                                      |                                  | 1  |
| 4  | 3 aprile 1927     | Seconda Divisione 1926-1927      | Messinese - Reggio F.C.  | 4-0       | ?                                                    |                                  | 2  |
| 5  | 23 dicembre 1928  | Campionato Meridionale 1928-1929 | Messina - Reggina        | 2-2       | Fidomanzo I, Marzullo                                | Pannuti, Di Leo                  | 3  |
| 6  | 17 febbraio 1929  | Campionato Meridionale 1928-1929 | Reggina - Messina        | 1-1       | Fidomanzo I                                          | Pannuti                          | 4  |
| 7  | 5 ottobre 1930    | Prima Divisione 1930-1931        | Messina - Reggina        | 5-0       | Ferretti (2), Cevenini III, Corallo, De Paoli (aut.) |                                  | 3  |
| 8  | 11 gennaio 1931   | Prima Divisione 1930-1931        | Reggina - Messina        | 4-0       |                                                      | Bertini, Ferrero, Lomello (2)    | 4  |
| 9  | 10 gennaio 1932   | Prima Divisione 1931-1932        | Messina - Reggina        | 2-2       | Re, Cevenini III                                     | Colombo (aut.), Lessi            | 5  |
| 10 | 8 maggio 1932     | Prima Divisione 1931-1932        | Reggina - Messina        | 0-0       |                                                      |                                  | 6  |
| 11 | 3 settembre 1938  | Coppa Italia 1938-1939           | Dominante R.C. - Messina | 2-0       | Greco, Benassi (2), Culot                            | Cara                             | 1  |
| 12 | 18 settembre 1938 | Serie C 1938-1939                | Dominante R.C. - Messina | 0-5       | Culot (2), Puccini, Casalino aut., Corallo           |                                  | 7  |
| 13 | 15 gennaio 1939   | Serie C 1938-1939                | Messina - Dominante R.C. | 12-0      | Gè (4) Benassi (3), Culot (2), Corallo, Greco, ?     |                                  | 8  |
| 14 | 13 gennaio 1946   | Serie C 1945-1946                | Reggina - Messina        | 3-3       | Villari (2), Rubino                                  | Porcino (2), Lessi               | 9  |
| 15 | 15 maggio 1946    | Serie C 1945-1946                | Messina - Reggina        | 2-1       | D'Andrea, Rubino                                     | De Santis                        | 10 |
| 16 | 19 gennaio 1947   | Serie C 1946-1947                | Reggina - Messina        | 3-2       | Oselladore, Caltagirone                              | Bercarich, Pistorino, Cara I     | 11 |
| 17 | 19 maggio 1947    | Serie C 1946-1947                | Messina - Reggina        | 1-0       | Violi                                                |                                  | 12 |
| 18 | 29 maggio 1947    | Serie C 1946-1947                | Messina - Reggina        | 4-1       | Caltagirone (3), Pascoli                             | Dolfin                           | 13 |
| 19 | 28 dicembre 1947  | Serie C 1947-1948                | Messina - Reggina        | 1-1       | Scevola                                              | Bercarich                        | 14 |
| 20 | 4 aprile 1948     | Serie C 1947-1948                | Reggina - Messina        | 6-2       | Servetto, Pieraccini                                 | Bercarich (2), Sperti (3), Chwok | 15 |
| 21 | 28 novembre 1948  | Serie C 1948-1949                | Messina - Reggina        | 1-2       | Manzelli                                             | Dodi (Sperti?), Bercarich        | 16 |
| 22 | 17 aprile 1949    | Serie C 1948-1949                | Reggina - Messina        | 2-1       | Parini                                               | Santacroce, Bercarich            | 17 |
| 23 | 8 gennaio 1950    | Serie C 1949-1950                | Messina - Reggina        | 0-1       |                                                      | Korostolev                       | 18 |
| 24 | 21 maggio 1950    | Serie C 1949-1950                | Reggina - Messina        | 0-3       | Bassi (2), Marchetto                                 |                                  | 19 |
| 25 | 7 settembre 1958  | Coppa Italia 1958-1959           | Messina - Reggina        | 1-0 (dts) | Lenuzza                                              |                                  | 2  |
| 26 | 17 ottobre 1965   | Serie B 1965-1966                | Messina - Reggina        | 1-1       | Morelli                                              | Florio                           | 5  |
| 27 | 27 marzo 1966     | Serie B 1965-1966                | Reggina - Messina        | 1-1       | Cavazza                                              | Santonico                        | 6  |
| 28 | 4 settembre 1966  | Coppa Italia 1966-1967           | Reggina - Messina        | 0-1 (dts) | La Rosa                                              |                                  | 3  |
| 29 | 2 ottobre 1966    | Serie B 1966-1967                | Messina - Reggina        | 2-0       | Gonella, Fracassa                                    |                                  | 7  |
| 30 | 19 febbraio 1967  | Serie B 1966-1967                | Reggina - Messina        | 2-1       | Villa                                                | Alaimo, Sbano                    | 8  |
| 31 | 14 gennaio 1968   | Serie B 1967-1968                | Messina - Reggina        | 2-4       | Frisoni, Pesce                                       | Toschi (2), Ferrario, Vanzini    | 9  |
| 32 | 9 giugno 1968     | Serie B 1967-1968                | Reggina - Messina        | 0-0       |                                                      |                                  | 10 |
| 33 | 1º settembre 1974 | Coppa Italia Serie C 1974-1975   | Reggina - Messina        | 2-1       | Onor                                                 | Del Fabbro, Sorace M.            | 1  |
| 34 | 11 settembre 1974 | Coppa Italia Serie C 1974-1975   | Messina - Reggina        | 2-0       | Gagliardi, Pianca (aut.)                             |                                  | 2  |
| 35 | 3 novembre 1974   | Serie C 1974-1975                | Reggina - Messina        | 0-1       | Musa                                                 |                                  | 20 |
| 36 | 23 marzo 1975     | Serie C 1974-1975                | Messina - Reggina        | 2-1       | Castronovo (2)                                       | Magara                           | 21 |
| 37 | 24 agosto 1975    | Coppa Italia Serie C 1975-1976   | Reggina - Messina        | 1-0       |                                                      | Spinelli                         | 3  |
| 38 | 3 settembre 1975  | Coppa Italia Serie C 1975-1976   | Messina - Reggina        | 2-1       | Musa (2)                                             | Sorace M.                        | 4  |
| 39 | 23 novembre 1975  | Serie C 1975-1976                | Messina - Reggina        | 1-0       | De Carolis                                           |                                  | 22 |
| 40 | 11 aprile 1976    | Serie C 1975-1976                | Reggina - Messina        | 1-0       |                                                      | Parolini (aut.)                  | 23 |
| 41 | 7 novembre 1976   | Serie C 1976-1977                | Messina - Reggina        | 1-1       | De Carolis                                           | Snidaro                          | 24 |
| 42 | 27 marzo 1977     | Serie C 1976-1977                | Reggina - Messina        | 1-0       |                                                      | Pianca                           | 25 |
| 43 | 26 ottobre 1977   | Coppa Italia Serie C 1977-1978   | Messina - Reggina        | 1-0       | Cau                                                  |                                  | 5  |
| 44 | 16 novembre 1978  | Coppa Italia Serie C 1977-1978   | Reggina - Messina        | 3-0       |                                                      | Mingrone, Toscano, Snidaro       | 6  |
| 45 | 22 agosto 1982    | Coppa Italia Serie C 1982-1983   | Reggina - Messina        | 2-0       |                                                      | Saviano, Babuscia                | 7  |
| 46 | 1º settembre 1982 | Coppa Italia Serie C 1982-1983   | Messina - Reggina        | 2-0       | Schillaci, Mondello S.                               |                                  | 8  |
| 47 | 24 agosto 1983    | Coppa Italia Serie C 1983-1984   | Messina - Reggina        | 1-1       | Schillaci                                            | Vittiglio                        | 9  |
| 48 | 4 settembre 1983  | Coppa Italia Serie C 1983-1984   | Reggina - Messina        | 1-0       |                                                      | Saviano                          | 10 |
| 49 | 26 agosto 1984    | Coppa Italia Serie C 1984-1985   | Reggina - Messina        | 0-0       |                                                      |                                  | 11 |
| 50 | 8 settembre 1984  | Coppa Italia Serie C 1984-1985   | Messina - Reggina        | 1-0       | Catalano                                             |                                  | 12 |
| 51 | 18 novembre 1984  | Serie C1 1984-1985               | Messina - Reggina        | 1-0       | Catalano                                             |                                  | 26 |
| 52 | 6 aprile 1985     | Serie C1 1984-1985               | Reggina - Messina        | 2-1       | Catalano                                             | Saviano, Tavola                  | 27 |
| 53 | 31 dicembre 1988  | Serie B 1988-1989                | Reggina - Messina        | 1-0       |                                                      | Catanese                         | 11 |
| 54 | 29 maggio 1989    | Serie B 1988-1989                | Messina - Reggina        | 2-1       | Schillaci (2)                                        | Mossini (aut.)                   | 12 |
| 55 | 22 ottobre 1989   | Serie B 1989-1990                | Messina - Reggina        | 0-1       |                                                      | Simonini                         | 13 |
| 56 | 18 marzo 1990     | Serie B 1989-1990                | Reggina - Messina        | 0-1       | Protti                                               |                                  | 14 |
| 57 | 30 settembre 1990 | Serie B 1990-1991                | Messina - Reggina        | 2-0       | Cambiaghi, Protti                                    |                                  | 15 |
| 58 | 17 febbraio 1991  | Serie B 1990-1991                | Reggina - Messina        | 1-0       |                                                      | Scienza                          | 16 |
| 59 | 15 novembre 1992  | Serie C1 1992-1993               | Reggina - Messina        | 1-0       |                                                      | Bizzarri                         | 28 |
| 60 | 18 aprile 1993    | Serie C1 1992-1993               | Messina - Reggina        | 0-0       |                                                      |                                  | 29 |
| 61 | 21 novembre 2001  | Serie B 2001-2002                | Reggina - Messina        | 0-0       |                                                      |                                  | 17 |
| 62 | 14 aprile 2002    | Serie B 2001-2002                | Messina - Reggina        | 1-0       | Godeas                                               |                                  | 18 |
| 63 | 25 agosto 2002    | Coppa Italia 2002-2003           | Reggina - Messina        | 0-0       |                                                      |                                  | 4  |
| 64 | 31 ottobre 2004   | Serie A 2004-2005                | Messina - Reggina        | 2-1       | Zampagna, Di Napoli                                  | Bonazzoli                        | 1  |
| 65 | 13 marzo 2005     | Serie A 2004-2005                | Reggina - Messina        | 0-2       | Cristante, D'Agostino                                |                                  | 2  |
| 66 | 21 dicembre 2005  | Serie A 2005-2006                | Messina - Reggina        | 1-1       | Di Napoli                                            | Cozza                            | 3  |
| 67 | 30 aprile 2006    | Serie A 2005-2006                | Reggina - Messina        | 3-0       |                                                      | Cozza, Amoruso, Bianchi          | 4  |
| 68 | 20 settembre 2006 | Serie A 2006-2007                | Messina - Reggina        | 2-0       | Riganò (2)                                           |                                  | 5  |
| 69 | 18 aprile 2007    | Serie A 2006-2007                | Reggina - Messina        | 3-1       | Riganò                                               | Amoruso (2), Bianchi             | 6  |
| 70 | 12 settembre 2014 | Lega Pro 2014-2015               | Reggina - Messina        | 0-1       | Orlando                                              |                                  | 30 |
| 71 | 25 gennaio 2015   | Lega Pro 2014-2015               | Messina - Reggina        | 4-1       | Bortoli, Orlando, Corona, Ciciretti                  | Insigne                          | 31 |
| 72 | 26 maggio 2015    | Lega Pro 2014-2015               | Reggina - Messina        | 1-0       |                                                      | Insigne                          | 32 |
| 73 | 30 maggio 2015    | Lega Pro 2014-2015               | Messina - Reggina        | 0-1       |                                                      | Balistreri                       | 33 |
| 74 | 4 settembre 2016  | Lega Pro 2016-2017               | Reggina - Messina        | 2-0       |                                                      | Porcino, Oggiano                 | 34 |
| 75 | 29 dicembre 2016  | Lega Pro 2016-2017               | Messina - Reggina        | 2-0       | Bruno, Milinković                                    |                                  | 35 |

## Statistiche incontri
| Campionato           | Incontri | Vittorie | Vittorie | Pareggi |
| Campionato           | Incontri | Messina  | Reggina  | Pareggi |
| -------------------- | -------- | -------- | -------- | ------- |
| Serie A              | 6        | 3        | 2        | 1       |
| Serie B              | 18       | 6        | 6        | 6       |
| Serie C              | 35       | 16       | 13       | 6       |
| Totali campionato    | 59       | 25       | 21       | 13      |
| Coppa Italia         | 4        | 2        | 1        | 1       |
| Coppa Italia Serie C | 12       | 5        | 5        | 2       |
| Totali Coppa Italia  | 16       | 7        | 6        | 3       |
| Totali               | 75       | 32       | 27       | 16      |